# Ramiz Mehdiyev
Ramiz Mehdiyev est un politicien et académicien azerbaïdjanais qui est l'actuel président de l'Académie nationale des sciences d'Azerbaïdjan et qui a été chef de l'administration présidentielle de l'Azerbaïdjan de 1994 à 2019.

## Biographie
Mehdiyev est né le 17 avril 1938 à Bakou, RSS d'Azerbaïdjan, Union soviétique. Son père est né à Charur de la République autonome du Nakhitchevan. Il a fréquenté l'école maritime de Bakou (aujourd'hui Académie marine nationale d'Azerbaïdjan).

## Carrière en Union soviétique
En 1957, il a été embauché comme ingénieur maritime par la compagnie pétrolière de Flotte pétrolière de la mer Caspienne, date à laquelle il est devenu très actif dans sa filiale locale de Komsomol. En 1961, Mehdiyev s'est inscrit au département d'histoire (alors appelé département S.M. Kirov) de l'Université d'État d'Azerbaïdjan (aujourd'hui l'Université d'État de Bakou) à Bakou. Son activité dans la branche de Bakou Komsomol lui a valu l'attention des responsables du Parti communiste azerbaïdjanais et il a été promu à un poste de conseiller étudiant pour la branche azerbaïdjanaise de l'Organisation des pionniers de l'Union Vladimir Lénine en 1965.

## Ouvrages et écrits académiques
Mehdiyev est l'auteur de plus de 250 articles scientifiques sur les phénomènes sociaux, le développement économique, la philosophie et la dialectique, axés sur le développement post-soviétique de l'Azerbaïdjan. Il a également publié plus de 20 livres, dont 7 ont été traduits dans différentes langues. Ceux-ci comprennent: les relations interethniques à la fin du 20e siècle (sa deuxième thèse de doctorat), les réalités du génocide azerbaïdjanais, la dialectique du développement de l'Azerbaïdjan, l'Azerbaïdjan: patrimoine historique et philosophie de l'indépendance, manuel de philosophie, Azerbaïdjan: appels à la mondialisation, élections législatives de 2005: analyse préliminaire, Idées, ouvrir la voie à la société civile, Sur la voie de l'idéologie nationale, de l'État et de l'indépendance en deux volumes, Sur la voie de la démocratie et Déterminer la stratégie de développement: cours de modernisation.
Mehdiyev a reçu l'Ordre de la bannière rouge du travail, l'Ordre de la gloire et a été élu membre de l’Académie des sciences de New York en 2001.

## Ordres, médailles et récompenses
- Ordre Heydar Aliyev
- Ordre d’Istiglal
- Ordre de Chohrat
- Ordre de Charaf
- Ordre de l'Amitié (Russie)